# Johannes Karup

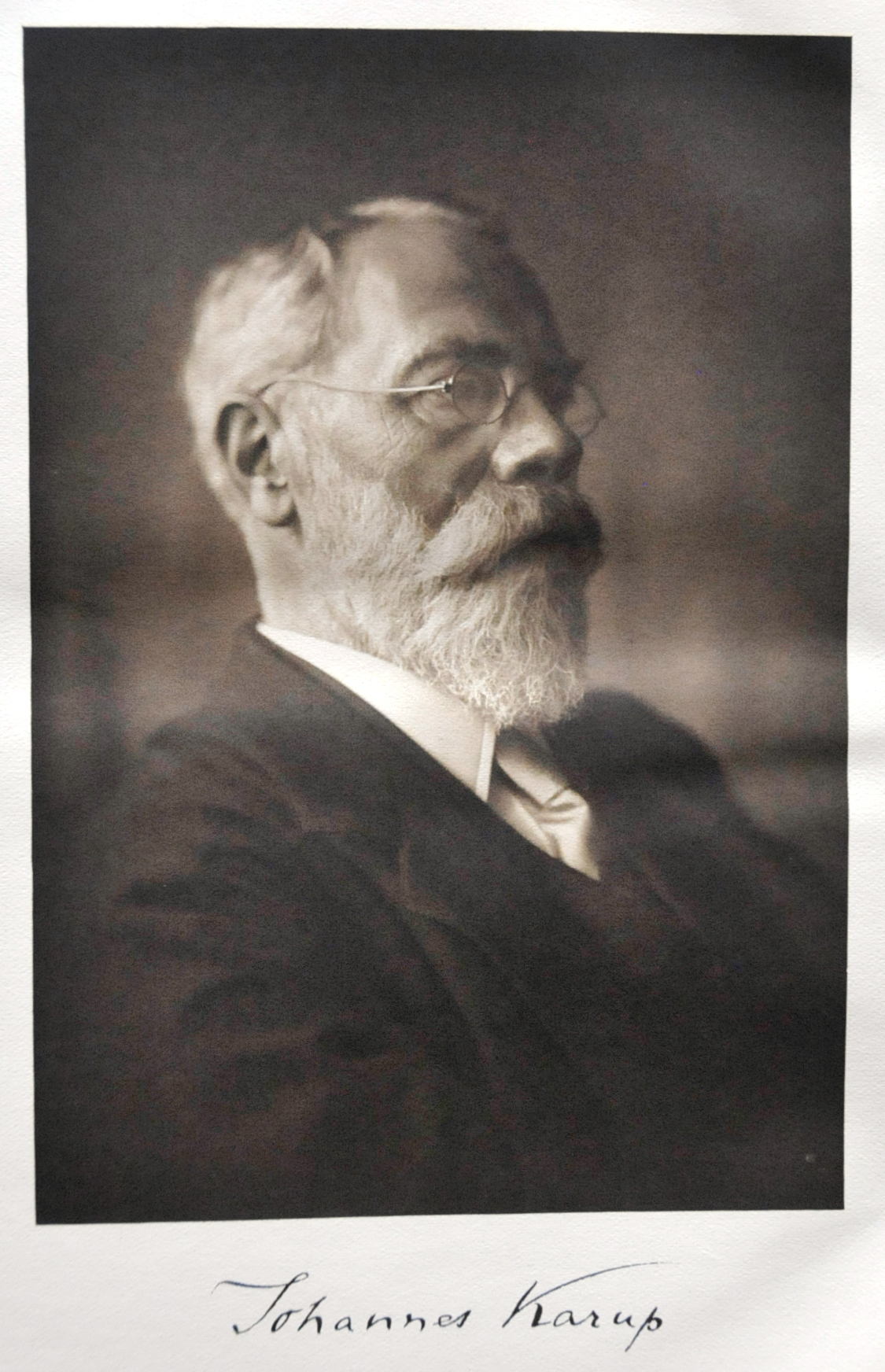
Karup etwa 66-jährig

Johannes Karup (* 9. Mai 1854 in Kopenhagen; † 17. März 1927 in Georgenthal) war einer der ersten deutschen Versicherungsmathematiker.
Johannes Karup wurde als Sohn von Wilhelm Ignatius („Ignaz“) Karup (1829–1870) geboren. Dieser war Beamter der französischen Lebens- und Versicherungsbank „Impériale“ mit Sitz in Dresden. 1862 kam Johannes Karup nach Dresden, wo er das Gymnasium bis zur Obersekunda besuchte. Die weitere Unterrichtung erfolgte durch seinen Vater in den Fächern Mathematik und Naturwissenschaften. Im Gegenzug half Johannes seinem Vater in dessen praktischer und schriftstellerischer Tätigkeit. Johannes’ Vater starb schon früh, und Johannes führte die von ihm redigierte Zeitschrift Allgemeiner Deutscher Versicherungskorrespondent noch einige Zeit weiter, bis er mit seiner Mutter wieder zurück nach Kopenhagen zog. Er nutzte die Zeit, auch bei einem Aufenthalt in London, wo er sich erfolglos um eine Anstellung bemühte, sein versicherungsmathematisches Wissen zu vertiefen. Seine Erkenntnisse konnte er in einigen Beiträgen zu Fachzeitschriften verwerten und auch bei der 1885 neu überarbeiteten Auflage des von seinem Vater 1868 herausgegebenen Handbuches der Lebensversicherung.
Sein Leben erhielt eine Wende, beruflich und privat, als er bei der Gothaer Lebensversicherungsbank durch Gustav Hopf, den damaligen Direktor des Unternehmens, eingestellt wurde. Bis zu seinem Ruhestand im Jahre 1915 leitete er den mathematischen Dienst der Firma.
Karups Verdienste lagen in der Versicherungsmathematik, deren Ergebnisse auch über den Bereich seiner Gesellschaft wertvoll waren. U. a. erstellte er Statistiken über die Sterblichkeit von Ärzten, Geistlichen und Lehrern und die Todesursachen der bei seinem Arbeitgeber Versicherten. Darüber hinaus erstellte er Sterbetafeln und stellte die Prämien- sowie Deckungskapitalberechnung auf der Grundlage seiner statistischen Erhebungen auf eine neue Grundlage.
Karup war Mitglied des ersten versicherungsmathematischen Normenausschusses, der in Brüssel im September 1895 als erster Internationaler Aktuar-Kongress stattfand (International Congress of Actuaries, ICA).